# François d'Estienne de Saint-Jean de Prunières
François d’Estienne de Saint-Jean de Prunières (né à Gap le 18 avril 1718 - mort à Marseille le 7 avril 1799) est un ecclésiastique qui fut le dernier  évêque de Grasse de 1753 à 1790.

## Biographie
François d’Estienne de Saint-Jean de Prunières est le second fils de Joseph d'Etienne ou d'Estienne, seigneur de Prunières, coseigneur de Savines, dit le « marquis de Prunières » et de son épouse Louise de Bonivard.
Désigné comme évêque de Grasse en 1753, il est consacré par Bernardin-François Fouquet, archevêque d'Embrun. Contrairement à ses prédécesseurs le nouveau prélat est peu présent dans son diocèse et réside dans ses domaines du Dauphiné. Il est député de la province ecclésiastique d'Embrun lors de l'Assemblée du clergé du 4 mai 1762. 
En 1790, la Constitution civile du clergé prévoit la suppression de l'évêché de Grasse, l'évêque proteste et émigre d'abord à Savillan dans le Piémont (1792-1794) puis à Bologne (1794-1796). Il rentre clandestinement en France et meurt à Marseille en 1799 dans une petite maison de location.